# Алстахёуг
Алстахёуг (норв. Alstahaug) — коммуна в фюльке Нурланн в Норвегии. Является составной частью региона Хельгеланд. Административный центр — город Саннесшёэн.

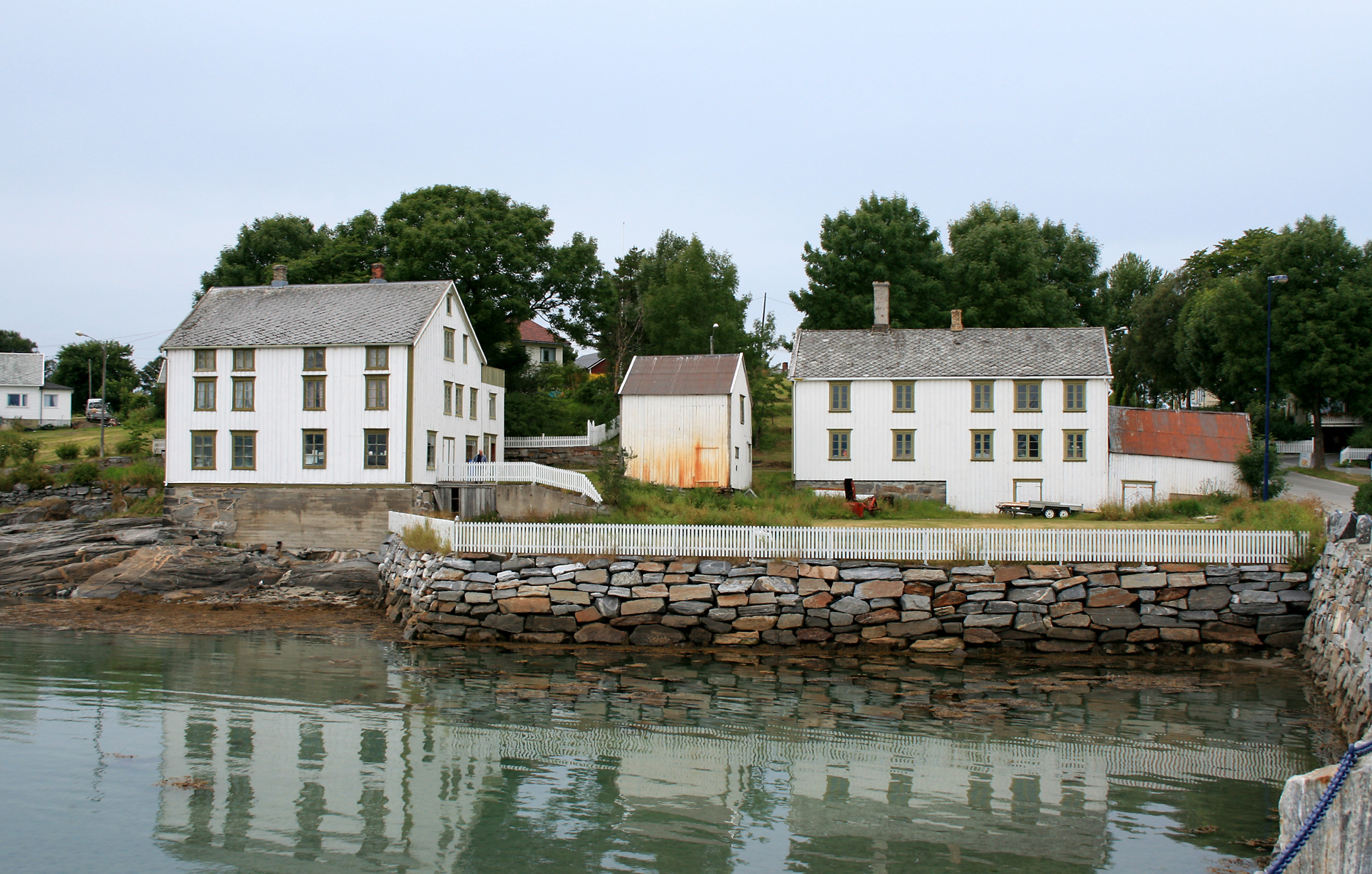
Древний исторический центр в Тьётте

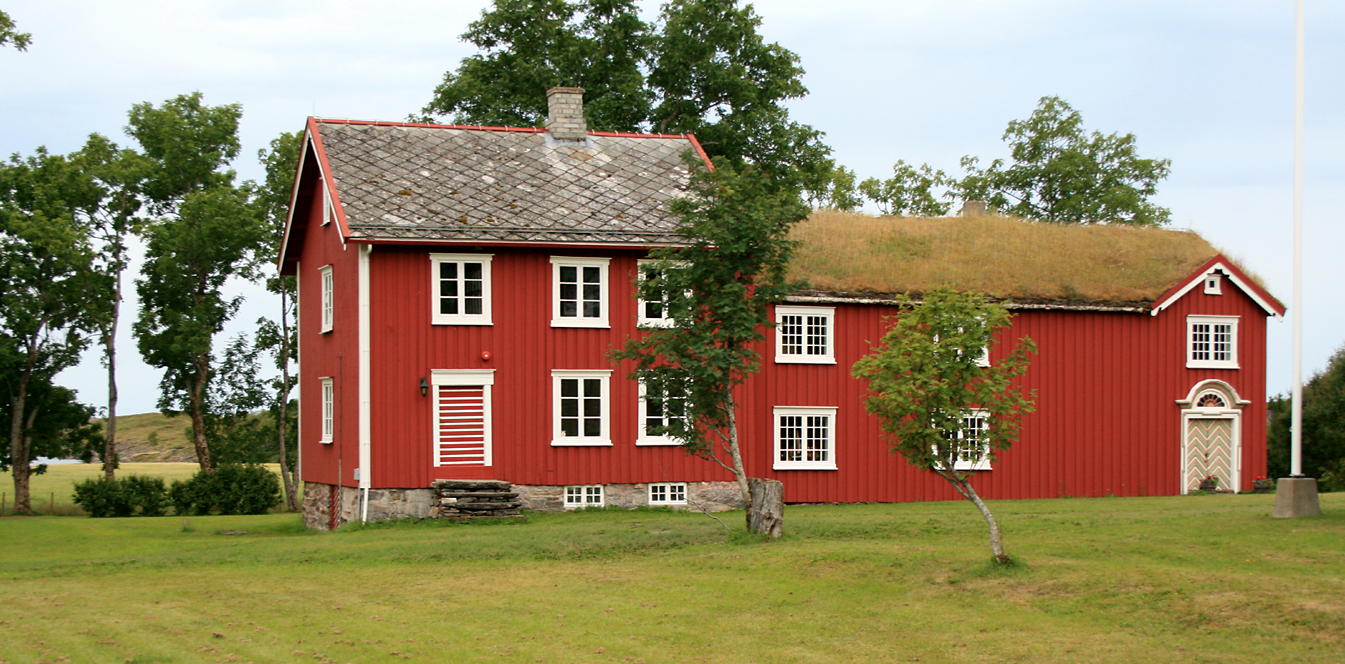
Старинный дом священника в Альтхёуге находится под защитой

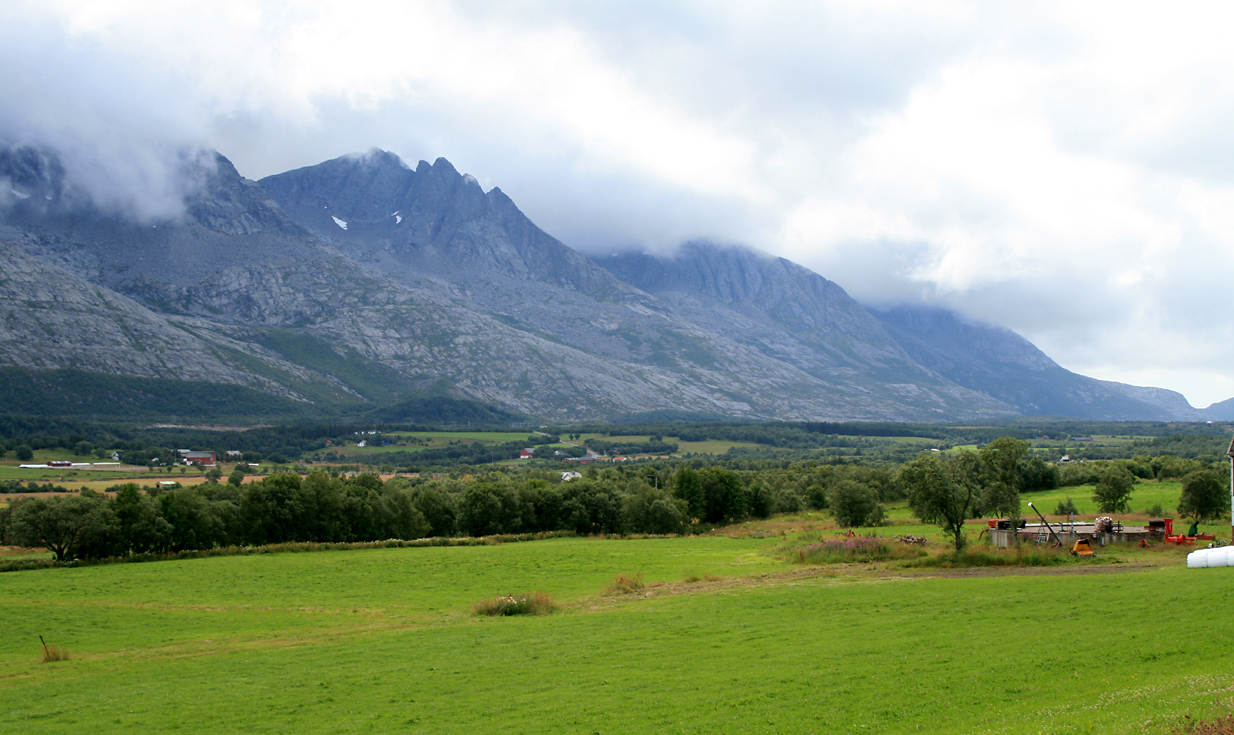
Остров Альстен с низменностью у подножия хребта Семи сестёр

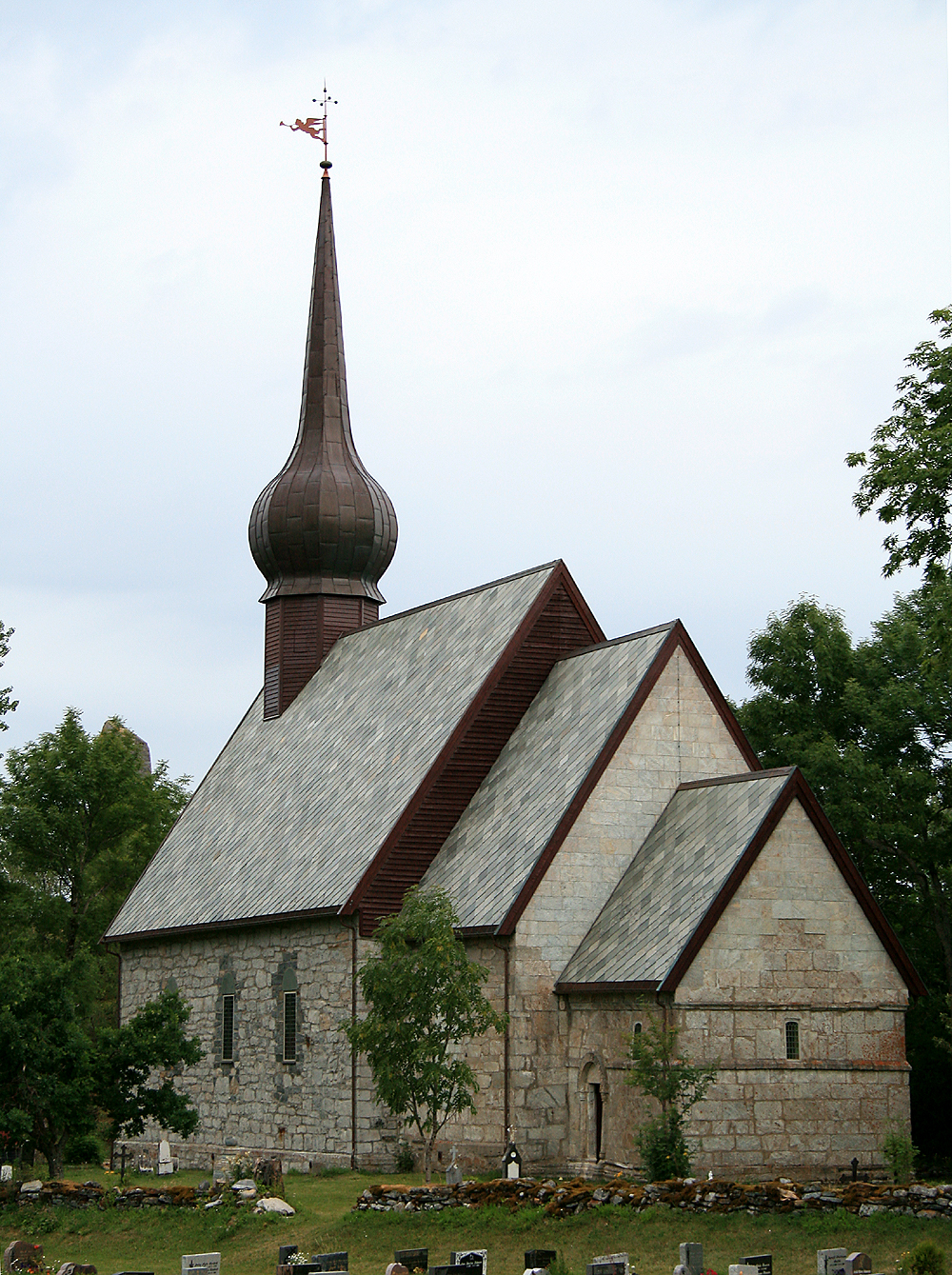
Средневековая церковь в Алстахёуге

Столица Алтсхёуга, город Саннесшёэн находится на острове Альстен. На острове находится горный хребет Семи сестёр. Местная легенда сделала эту цепь пиков семью сёстрами, в которой два соседних пика являются сёстрами-близняшками.
Остров соединён с материком мостом Хельгеланд по маршруту Норвежской национальной трассы R17.

## Название
Коммуна (первоначально приход) была названа в честь старой фермы Алстахёуг (старонорвежский: Alastarhaugr), поскольку там была построена первая церковь. Первая часть — родительный падеж названия острова Alöst (сейчас Альстен), окончание — слово haugr, которое означает холм или насыпь.

## Герб
Нынешний герб был принят 8 августа 1986 года. На гербе изображён хребет Семи сестёр, и его отражение в чистых водах фьорда.

## История
Алстахёуг был официально признан коммуной 1 января 1838 года (см. formannskapsdistrikt). Позже от неё были отделены три коммуны: Херёй и Тьётта (вместе с Вевельстадом в 1862 году) и Саннесшёэн (вместе с Лейрфьордом в 1899 году). Однако Тьётта и Саннесшёэн были опять объединены с Алстахёугом 1 января 1965 года. Территория Нордвика была передана от Алстахёуга коммуне Херёй в 1864 году. Материковая территория Алстахёуга перешла в подчинение Вефсна в 1995 году.
В Алстахёуге находится средневековая церковь в которой поэт и министр Петтер Дасс работал в 1700-е года. Тьётта, другой остров, является местом на котором известный викинг Hårek проживал в 11-том веке.

## Наблюдение за птицами
Находясь немного южнее Полярного круга, в регионе, который известен как Внешний Хельгеланд, Алстахёуг располагает идеальными условиями для наблюдения за птицами в их естественной среде обитания. Одним из лучших мест для наблюдения за птицами является Тьётта. Здесь находится маленький заповедник Остьённа.

## Климат
Климат коммуны океанический. Февраль всегда самый холодный месяц, Август — самый тёплый. Октябрь такой же тёплый как и май. Среднегодовой уровень осадков 1,510 мм в Саннесшёэне и 1,020 мм в Тьётте. Самый влажный период с сентября по январь, когда выпадает 150 мм осадков каждый месяц, в то время как в мае-июне уровень осадков 60-70 мм в месяц.
| Показатель                                | Янв. | Фев. | Март | Апр. | Май | Июнь | Июль | Авг. | Сен. | Окт. | Нояб. | Дек. |
| ----------------------------------------- | ---- | ---- | ---- | ---- | --- | ---- | ---- | ---- | ---- | ---- | ----- | ---- |
| Средний максимум, °C                      | 2    | −1   | 1    | 6    | 11  | 12   | 15   | 15   | 13   | 10   | 7     | 4    |
| Средний минимум, °C                       | 0    | −4   | −2   | 2    | 7   | 8    | 11   | 12   | 10   | 7    | 4     | 1    |
| Источник: Storm Weather Center 05.12.2009 |      |      |      |      |     |      |      |      |      |      |       |      |